# Barro Vermelho (Gravataí)
Barro Vermelho é um distrito do município brasileiro de Gravataí, no estado do Rio Grande do Sul. Segundo o censo demográfico de 2022, realizado pelo Instituto Brasileiro de Geografia e Estatística (IBGE), sua população era de 8 159 habitantes e havia 2 957 domicílios particulares permanentes ocupados. Foi criado pelo decreto municipal nº 1.396 de 29 de dezembro de 1977.
De acordo com o IBGE, em 2010 a população era de 7 035 habitantes e havia 3 052 domicílios particulares.